# Frederico Abragão
Frederico de Quadros e Abragão (Ovar, 28 de Setembro de 1893 - 17 de Junho de 1960) foi um jornalista, engenheiro e escritor português.

## Biografia

### Nascimento e formação
Nasceu na vila de Ovar, em 28 de Setembro[carece de fontes?] de 1893.
Frequentou a Universidade do Porto, onde foi diplomado em Engenharia civil. Faleceu em 17 de Junho de 1960.

### Carreira profissional
Em 21 de Abril de 1921 ingressou na Divisão de Material e Tracção da Companhia dos Caminhos de Ferro Portugueses, na posição de engenheiro praticante, mas logo em 5 de Maio desse ano foi transferido para os Serviços de Via e Obras dos Caminhos de Ferro do Sul e Sueste, onde exerceu o cargo de chefe interino da Divisão de Estudos e Obras Metálicas e Pontes. Em Abril de 1924, foi nomeado como engenheiro de oficina e colocado em Ovar, onde permaneceu até ao ano de 1944, data em que foi promovido para engenheiro chefe do Serviço e transferido para os Serviços Centrais; em 1955, foi nomeado como Chefe do Serviço de Obras Metálicas, e dois anos depois tornou-se subchefe da Divisão de Vias e Obras.
Representou igualmente a Divisão de Vias e Obras em várias conferências no estrangeiro, como a reunião anual da União Internacional de Caminhos-de-Ferro de 1959, em Praga, e colaborou na Gazeta dos Caminhos de Ferro e no Boletim da C. P.. Também publicou o livro Cem Anos de Caminho de Ferro na Literatura Portuguesa, e o primeiro volume da série Caminhos de Ferro Portugueses - Esboço da Sua História, cujo segundo volume ainda estava a escrever aquando do seu falecimento.
Em 1952, escreveu uma série de artigos intitulados Os homens da Ponte Maria Pia, por ocasião do 75.º aniversário da inauguração da Ponte Maria Pia, dedicados a três das principais figuras responsáveis pela construção da ponte, Manuel Afonso Espregueira, Pedro Inácio Lopes e Gustave Eiffel. Desde a década de 1940 até 1956, reuniu um grande número de informações sobre o regime político do Estado Novo, com destaque para o estadista António Salazar. Esta colectânea atingiu 36 volumes e mais de 15 mil páginas, tendo sido preservada primeiro pelo Secretariado Nacional de Informação e depois na Torre do Tombo.